# Regno di Georgia
Il Regno di Georgia (in georgiano საქართველოს სამეფო? sak'art'velos samep'o) fu una monarchia medievale localizzata approssimativamente sul territorio dell'attuale Georgia.
Fondato nel 1008 da re Bagrat III, fiorì tra la fine dell'XI e l'inizio del XIII secolo, quando conobbe la cosiddetta "età aurea" della storia della Georgia.
Cadde sotto le invasioni mongole del XIII secolo, ma riuscì a riaffermare la propria sovranità dagli anni quaranta del XIV secolo.
Nuove incursioni turco-mongole a partire dal 1386 condussero il regno al collasso finale e all'anarchia nel 1466. 
Tra il 1490 ed il 1493 fu diviso nei regni di Cartalia, Cachezia e Imereti, che si riconobbero reciprocamente come stati indipendenti.

## Origini
L'ascesa della dinastia Bagration può essere seguita a partire dall'VIII secolo, quando suoi esponenti arrivarono a governare Tao-Klarjeti.
La restaurazione del regno georgiano iniziò nell'888, quando Adarnase IV d'Iberia prese il titolo di "re dei kartveli".
Il regno della Georgia unita fu fondato nel 1008, quando Bagrat III, figlio di Gurgen II, divenne il sovrano della Georgia occidentale, compresi i Principati di Imereti, Samegrelo, Abkhazeti, Guria e Svaneti. 
La madre di Bagrat era la regina Gurandukht, una figlia di Giorgio II di Abcasia.
Il Regno di Georgia assorbì via via i territori che avevano fatto parte dell'islamico Emirato di Tbilisi e dei regni di Cachezia ed Erezia.

## Età aurea

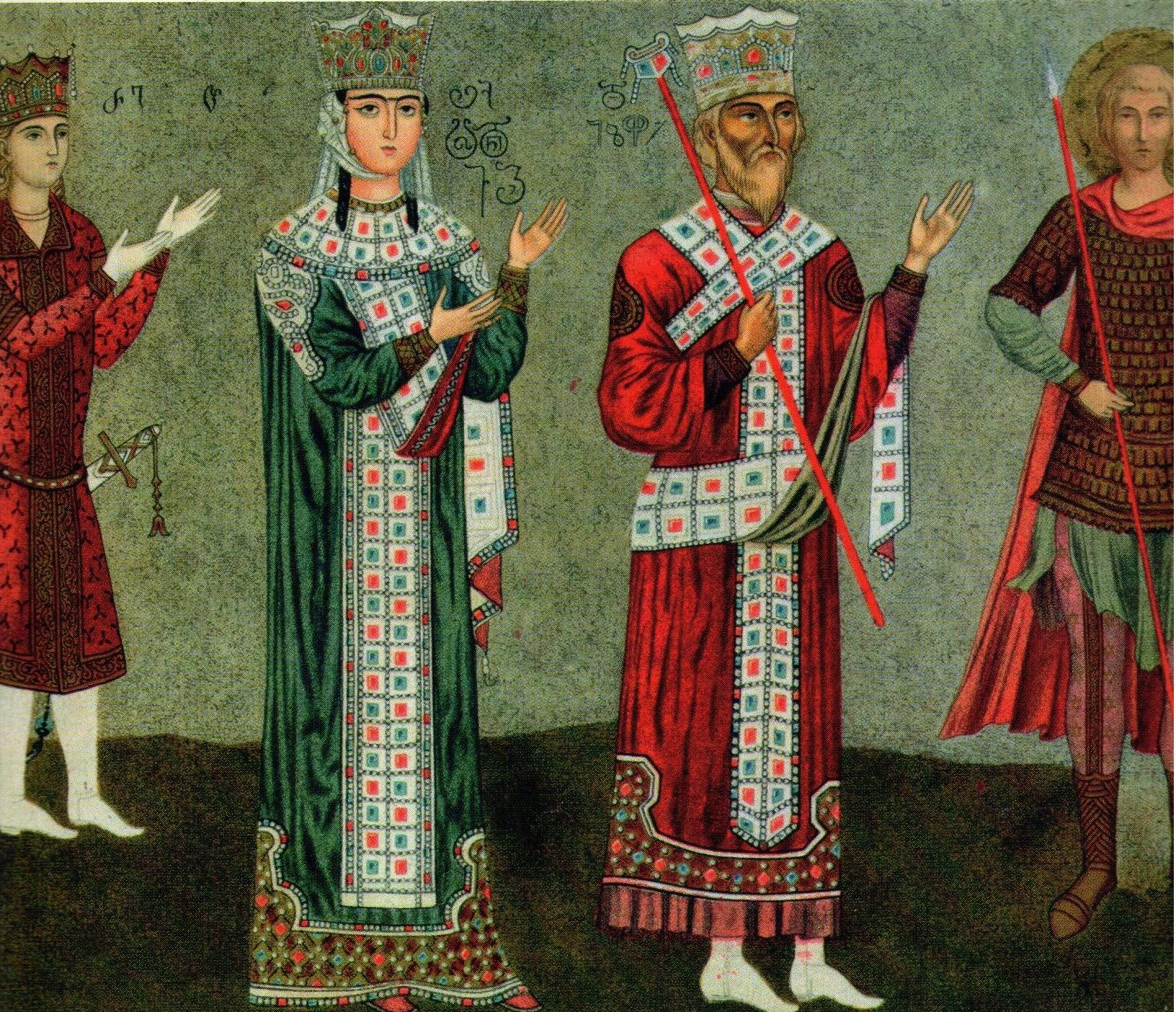
La regina Tamara e suo padre re Giorgio III (affresco restaurato del Monastero di Betania).

Il regno unificato mantenne la sua precaria indipendenza dagli imperi bizantino e selgiuchide per tutto l'XI secolo e fiorì durante il regno di Davide il Costruttore (1089–1125), che respinse gli attacchi dei Selgiuchidi e portò a compimento l'unificazione della Georgia riconquistando Tbilisi nel 1122.
Con il declino del potere bizantino e la dissoluzione dell'Impero selgiuchide, la Georgia divenne una delle nazioni preminenti dell'oriente cristiano, il suo impero pan-caucasico arrivò ad estendersi dalla Ciscaucasia all'Iran settentrionale e verso oriente all'Asia Minore. 
Malgrado i ripetuti episodi di lotta dinastica, continuò a prosperare durante i regni di Demetrio I (1125–1156), Giorgio III (1156–1184) e soprattutto di sua figlia Tamara (1184–1213). 
Con la morte di Giorgio III la linea maschile principale si estinse e la dinastia fu continuata attraverso il matrimonio della regina Tamara con il principe alano David Soslan, discendente della casa reale Bagration.
Il regno di Tamara la Grande fu l'apogeo della potenza georgiana.
Dal 1194 al 1204 i suoi eserciti respinsero diversi tentativi d'invasione turca da sud-est e sud e intrapresero varie campagne vittoriose contro l'Armenia meridionale strappandola al controllo turco e facendone un protettorato georgiano, tuttavia gli emiri e sultani turchi non furono rimossi dalla loro carica.
La temporanea caduta dell'Impero bizantino, nel 1204, fece della Georgia lo stato cristiano più forte dell'area.
Quello stesso anno, Tamara inviò le sue truppe a occupare il territorio del Lazistan che, nel 1205, divenne l'Impero di Trebisonda, dipendente dalla Georgia; suo cugino, il principe Alessio Comneno, ne fu incoronato imperatore.
Nel 1210, le armate georgiane invasero la Persia settentrionale (moderno Azerbaigian persiano) dove Tamara istituì un protettorato; fu così raggiunta la maggiore espansione territoriale nella storia del regno.
Questo periodo è stato accompagnato da un'intensa attività culturale, in particolare nel campo dell'architettura, della letteratura, della filosofia e della scienza, che permette di considerarlo come l'età aurea della Georgia.

## Dominio mongolo
Le invasioni dall'Impero corasmio nel 1225 e dei Mongoli nel 1236 posero fine all'Età dell'oro georgiana, in particolare la lotta contro i Mongoli creò una diarchia, con un ambizioso ramo collaterale della casata dei Bagrationi che acquisì autorità sul Regno d'Imerezia, nella Georgia occidentale. 
Molte potenti famiglie armene e georgiane si resero indipendenti grazie al supporto dei mongoli.
I georgiani parteciparono a tutte le principali campagne dell'Ilkhanato 
e i figli degli aristocratici prestarono servizio nella kheshig.
Nel 1327, nella Persia mongola, si verificò il più drammatico evento del regno dell'Īl-Khān Abu Sa'id, vale a dire la caduta in disgrazia e l'esecuzione capitale di Chupan. Questi era in relazione di amicizia con il re Giorgio V che prese a pretesto quest'uccisione per ribellarsi contro il già debole Ilkhanato: egli sospese il pagamento del tributo dovuto e cacciò i mongoli dalla Georgia.
Il figlio di Chupan Mahmud, che comandava la guarnigione mongola in Georgia, fu arrestato dai suoi stessi soldati e giustiziato. Di conseguenza, Iqbalshah, figlio di Qutlughshah, fu nominato governatore mongolo della Georgia (Gurjistan);
nel 1334 Abu Sai'd assegnò questa carica a Shaykh Hasan degli Jalayridi.
Frattanto, nel 1328, re Giorgio V fece massacrare tutti i nobili schierati all'opposizione in occasione di grandi festeggiamenti che egli aveva ordinato sul monte Tsivi per celebrare l'anniversario della vittoria sui mongoli. Nel 1329 dispose l'assedio di Kutaisi, capitale del Regno d'Imerezia, riducendo il re locale, Bagrat I il Piccolo, a principe e suo vassallo. Tra il 1330 e il 1331 Giorgio V annesse l'Imerezia e nel 1334 ripristinò la sua autorità sul Principato di Meschezia, virtualmente indipendente e guidato dal cugino Kvarkvare I Jaqeli.
Dopo aver ripristinato l'unità del Regno, Giorgio V si concentrò su progetti di natura culturale, sociale ed economica.

## Disgregazione finale
Dopo un periodo di unione e di rinascita sotto Giorgio il Brillante (1299–1302, 1314–1346) otto incursioni del conquistatore turco-mongolo Tamerlano, tra il 1386 e il 1403, infersero un duro colpo al regno georgiano.
La sua unità alla fine fu infranta e tra il 1490 e il 1491, la monarchia una volta potente si frammentò in tre regni indipendenti - Cartalia (Georgia centro-orientale), Cachezia (Georgia orientale) e Imerezia (Georgia occidentale) – ciascuno guidato da rami rivali della dinastia Bagrationi e in cinque principati semi-indipendenti - Odishi, (Mingrelia), Guria, Abcasia, Svaneti e Samtskhe – dominati dai loro clan feudali.

## Galleria d'immagini

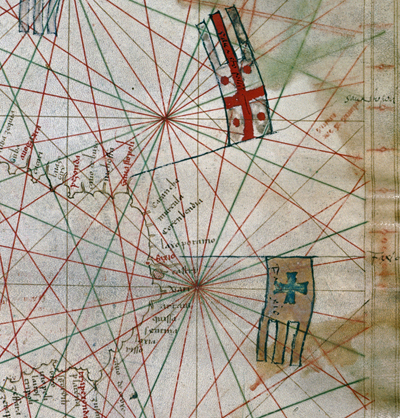
Particolare dalla carta nautica di Pietro Vesconte raffigurante la costa georgiana del Mar Nero, 1321
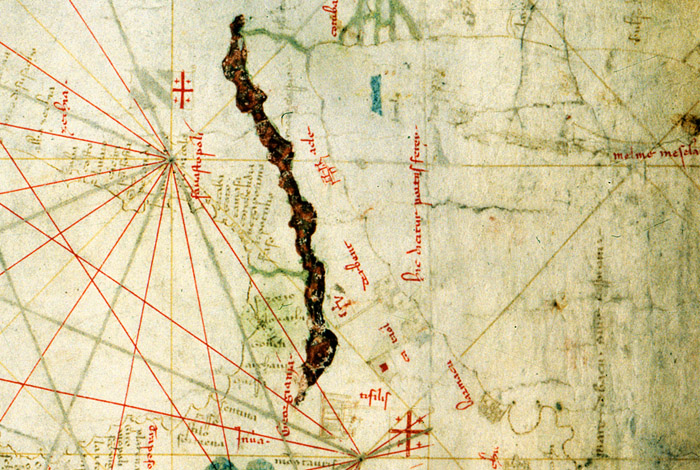
Particolare dalla carta nautica di Angelino Dulcert, raffigurante la costa georgiana del Mar Nero e Tbilisi, 1339